# Wybory do Parlamentu Europejskiego w Belgii w 1999 roku
Wybory do Parlamentu Europejskiego V kadencji w Belgii zostały przeprowadzone 13 czerwca 1999. W ich wyniku zostało wybranych 25 deputowanych.

## Wyniki

### Niderlandzkojęzyczne kolegium wyborcze
| Partia          | Lider               | Procent głosów | Mandaty |
| --------------- | ------------------- | -------------- | ------- |
| VLD             | Annemie Neyts       | 21,9%          | 3       |
| CVP             | Miet Smet           | 21,7%          | 3       |
| Blok Flamandzki | Frank Vanhecke      | 15,1%          | 2       |
| SP              | Frank Vandenbroucke | 14,2%          | 2       |
| Unia Ludowa     | Bert Anciaux        | 12,2%          | 2       |
| Agalev          | Patsy Sörensen      | 12%            | 2       |

### Francuskojęzyczne kolegium wyborcze
| Partia      | Lider            | Procent głosów | Mandaty |
| ----------- | ---------------- | -------------- | ------- |
| PRL-FDF-MCC | Daniel Ducarme   | 27,0%          | 3       |
| PS          | Philippe Busquin | 25,8%          | 3       |
| Ecolo       | Paul Lannoye     | 22,7%          | 3       |
| PSC         | Michel Hansenne  | 13,1%          | 1       |
| FN          | Daniel Féret     | 4,1%           | 0       |

### Niemieckojęzyczne kolegium wyborcze
| Partia | Lider           | Procent głosów | Mandaty |
| ------ | --------------- | -------------- | ------- |
| CSP    | Mathieu Grosch  | 36,5%          | 1       |
| PR     | Charles Servaty |                | 0       |
| PFF    | Berni Collas    |                | 0       |
| Ecolo  | Didier Cremer   |                | 0       |